# 2023 w muzyce
Wydarzenia muzyczne w 2023 roku.

## Wydarzenia

### Polska
- 22 kwietnia – gala wręczenia Fryderyków w kategoriach muzyki rozrywkowej i jazzu[1], Arena Gliwice
- 27 kwietnia – gala wręczenia Fryderyków w kategoriach muzyki poważnej[2], Mediateka, Tychy
- 15 sierpnia – 22 września – „Uczta nad ucztami” – trasa koncertowa Sanah, wypełnione po brzegi stadiony[3] (15 sierpnia – Stadion Śląski, 8 września – Stadion w Gdańsku, 22 września – Stadion Narodowy w Warszawie)
- 25 września – XVII gala wręczenia Teatralnych Nagród Muzycznych im. Jana Kiepury[4]
- 16 grudnia – koncert z okazji XXX-Lecia grupy Kaliber 44 w Katowickim Spodku, na którym wystąpili m.in. Słoń, O.S.T.R., Grubson i wielu innych artystów. Tym samym rozpoczęto trasę koncertową z okazji trzydziestolecia zespołu[5]

### Świat
- 5 lutego – 65. ceremonia wręczenia nagród Grammy w Los Angeles[6]
- 7 października – Podczas festiwalu muzycznego Universo Paralello w Re’im w wyniku ataku na Izrael przez Hamas zginęło co najmniej 260 osób, wielu zostało rannych[7][8]

## Koncerty

### Polska
- 10 lutego – Michael Bublé, Tauron Arena Kraków[9]
- 12 marca – Robbie Williams, Tauron Arena Kraków[10]
- 11 kwietnia – Katie Melua, Warszawa, Hala Torwar[11]
- 12 kwietnia – Katie Melua, Gdynia Arena[11][12]
- 14 kwietnia – Katie Melua, Hala Stulecia we Wrocławiu[11]
- 30 kwietnia – Avril Lavigne, Łódź, Atlas Arena[13]
- 12 maja – Måneskin, Warszawa, Hala Torwar[14]
- 18 maja – Peter Gabriel, Tauron Arena Kraków[15]
- 22 maja – Tokio Hotel, Kraków, Klub Studio[16]
- 31 maja – Def Leppard i Mötley Crüe, Tauron Arena Kraków[17][18]
- 12 czerwca – Deep Purple, Nazareth i Jørn Lande, Tauron Arena Kraków[19]
- 13, 14 czerwca – Iron Maiden, Tauron Arena Kraków[20]
- 19 czerwca – Kiss, Tauron Arena Kraków[21]
- 21 czerwca – Red Hot Chili Peppers, Stadion Narodowy w Warszawie[22]
- 27, 28 czerwca – Beyoncé, Stadion Narodowy w Warszawie[23][24]
- 16 lipca – Pink, Stadion Narodowy w Warszawie[25]
- 20 lipca – Sting, Tauron Arena Kraków[26]
- 30, 31 lipca – Rammstein, Chorzów, Stadion Śląski[27]
- 2 sierpnia – Depeche Mode, Stadion Narodowy w Warszawie[28]
- 4 sierpnia – Depeche Mode, Tauron Arena Kraków[29]
- 9 sierpnia – The Weeknd, Stadion Narodowy w Warszawie[30]
- 14 sierpnia – Imagine Dragons, Stadion Narodowy w Warszawie[31]
- 26 sierpnia – Andrea Bocelli, Chorzów, Stadion Śląski[32]
- 10 września – Louis Tomlinson, Tauron Arena Kraków[33]
- 11 września – Louis Tomlinson, Łódź, Atlas Arena[34]
- 17 października – Fall Out Boy, Warszawa, Hala Torwar[35]
- 26 października – 50 Cent, Tauron Arena Kraków[36]
- 3 listopada – Hauser, Tauron Arena Kraków[37]
- 5 listopada – Hauser, Gdańsk, Sopot, Ergo Arena[37]

## Festiwale i konkursy

### Polska
- 27. Wielkanocny Festiwal im. Ludwiga van Beethovena „Beethoven między Wschodem a Zachodem”, Warszawa, 26 marca – 7 kwietnia[38]
- 62. Festiwal Muzyczny w Łańcucie, 6 maja – 4 czerwca[39][40]
- 14. Orange Warsaw Festival, Tor wyścigów konnych Służewiec, 2–3 czerwca[41]
- 60. Krajowy Festiwal Piosenki Polskiej w Opolu, 9–11 czerwca[42]
- 25. Bielska Zadymka Jazzowa, Bielsko-Biała, Katowice i Gliwice, 12–18 czerwca[43]
- 20. Open’er Festival, Port lotniczy Gdynia-Kosakowo, 28–39 czerwca[44]
- 6. Vertigo Summer Jazz Festival, Wrocław, 1–31 lipca[45]
- 29. Jazz na Starówce, Warszawa, Rynek Starego Miasta, 1 lipca – 26 sierpnia[46][47]
- 3. Międzynarodowy Konkurs Muzyki Polskiej, Filharmonia Podkarpacka, 2–9 lipca[48]
- 32. Warsaw Summer Jazz Days, Warszawa, 5–9 lipca[49]
- 42. Piknik Country & Folk, Mrągowo 27–30 lipca[50]
- 52. Złota Tarka, Iława, 11–13 sierpnia[51]
- 19. Chopin i jego Europa, Warszawa, 18 sierpnia – 1 września[52]
- 58. Międzynarodowy Festiwal Wratislavia Cantans, Wrocław, Dolny Śląsk, 7–17 września[53]
- 66. Warszawska Jesień „Rzeczy brzmiące”, Warszawa, 15–23 września[54]
- 41. Rawa Blues Festival, Katowice, Spodek, 7 października[55][56]
- 65. Jazz Jamboree, Warszawa, Klub „Stodoła”, 27–29 października[57]
- 21. Jazzowa Jesień w Bielsku-Białej, Dom Muzyki Bielskiego Centrum Kultury, 15–19 listopada[58]
- 38. Jesień z Bluesem, Białostocki Ośrodek Kultury, 23–26 listopada[59]

### Świat

#### Europa

##### Francja
- 21. Konkurs Piosenki Eurowizji Junior 2023, Nicea, 26 listopada[60]

##### Niemcy
- Wacken Open Air Festival, Wacken, 2–5 września[61]

##### Wielka Brytania
- 67. Konkurs Piosenki Eurowizji, Liverpool, 9, 11 i 13 maja[62]

##### Włochy
- 73. Festiwal Piosenki Włoskiej, San Remo, 7–11 lutego[63]

## Zmarli
- 1 stycznia
  - Gangsta Boo – amerykańska raperka, członkini zespołu Three 6 Mafia (ur. 1979)[64]
  - Fred White – amerykański perkusista (ur. 1955)[65]
- 2 stycznia
  - Andrew Downes – brytyjski kompozytor muzyki klasycznej, pedagog (ur. 1950)[66]
  - Ted „Kingsize” Taylor – brytyjski piosenkarz i gitarzysta (ur. 1939)[67][68]
- 3 stycznia
  - Kazimierz Madziała – polski organista i pedagog, prof. dr hab. (ur. 1944)[69]
  - Notis Mawrudis – grecki gitarzysta i kompozytor (ur. 1945)[70]
  - Alan Rankine – szkocki muzyk rockowy, gitarzysta i klawiszowiec zespołu The Associates (ur. 1958)[71][72]
- 8 stycznia
  - Bogdan Ciesielski – polski muzyk jazzowy, multiinstrumentalista, aranżer, kompozytor (ur. 1946)[73]
- 9 stycznia
  - Séamus Begley – irlandzki akordeonista i skrzypek folkowy (ur. 1949)[74]
  - Magnar Mangersnes – norweski organista i dyrygent chóru (ur. 1938)[75]
  - Yoriaki Matsudaira – japoński kompozytor muzyki poważnej (ur. 1931)[76]
- 10 stycznia
  - Jeff Beck – angielski muzyk, wirtuoz gitary (ur. 1944)[77]
  - Antonina Kowtunow – polska śpiewaczka operowa (sopran) i pedagog (ur. 1946)[78]
- 11 stycznia
  - Doming Lam – hongkoński kompozytor pochodzący z Makau (ur. 1926)[76]
  - Yukihiro Takahashi – japoński perkusista, wokalista, producent nagrań, aktor (ur. 1952)[79]
- 12 stycznia
  - Lisa Marie Presley – amerykańska aktorka, autorka tekstów piosenek i piosenkarka; córka Priscilli i Elvisa Presleyów (ur. 1968)[80]
  - Charles Treger – amerykański skrzypek i pedagog (ur. 1935)[81]
- 15 stycznia
  - Marek Gaszyński – polski dziennikarz i prezenter muzyczny, autor tekstów ponad 150 piosenek oraz autor książek o tematyce muzycznej (ur. 1939)[82]
  - Wachtang Kikabidze – gruziński artysta estradowy, aktor, piosenkarz, autor piosenek, scenarzysta, pisarz, producent, działacz polityczny (ur. 1938)[83]
  - Doris Svensson – szwedzka piosenkarka pop (ur. 1947)[84]
- 16 stycznia
  - Johnny Powers – amerykański wokalistka i gitarzysta tworzący w nurcie rockabilly (ur. 1938)[85]
- 17 stycznia
  - Van Conner – amerykański basista rockowy, członek zespołu Screaming Trees (ur. 1967)[86][87]
  - Manana Doidżaszwili – gruzińska pianistka (ur. 1947)[88]
  - Renée Geyer – australijska wokalistka jazzowa i soulowa (ur. 1953)[89]
  - Richard Oesterreicher – austriacki dyrygent i muzyk jazzowy (ur. 1932)[90]
- 18 stycznia
  - Clytus Gottwald – niemiecki muzykolog, dyrygent chóralny i kompozytor (ur. 1925)[91]
  - Víctor Rasgado – meksykański kompozytor (ur. 1959)[92]
  - Marcel Zanini – francuski klarnecista jazzowy pochodzenia tureckiego (ur. 1923)[93][94]
- 19 stycznia
  - David Crosby – amerykański wokalista rockowy i folkowy, członek zespołów The Byrds i Crosby, Stills and Nash (ur. 1941)[95]
- 20 stycznia
  - Stella Chiweshe – zimbabweńska piosenkarka i muzyk ludowy grająca na zanzie (ur. 1946)[96]
- 22 stycznia
  - Easley Blackwood – amerykański pianista, kompozytor (ur. 1933)[97]
- 23 stycznia
  - Albert Russell – amerykański organista i dyrygent chórów (ur. 1931)[98]
  - Carol Sloane – amerykańska wokalistka jazzowa (ur. 1937)[99]
- 24 stycznia
  - Héctor Rey – portorykański piosenkarz salsy (ur. 1968)[100]
- 25 stycznia
  - Hermann Breuer – niemiecki puzonista i pianista jazzowy (ur. 1942)[101]
- 27 stycznia
  - Zbigniew „Vika” Wróblewski – polski gitarzysta metalowy, współzałożyciel zespołu Vader (ur. 1962)[102]
- 28 stycznia
  - Barrett Strong – amerykański piosenkarz R&B i autor tekstów (ur. 1941)[103]
  - Tom Verlaine – amerykański muzyk punk-rockowy; wokalista, gitarzysta, kompozytor, autor tekstów piosenek, członek zespołów The Neon Boys i Television (ur. 1949)[104][105]
- 29 stycznia
  - Heddy Lester – holenderska piosenkarka i aktorka (ur. 1950)[106]
  - Gabriel Tacchino – francuski pianista klasyczny (ur. 1934)[107]
- 31 stycznia
  - Errol Dixon – brytyjski wokalista i pianista bluesowy pochodzenia jamajskiego (ur. 1937)[108]
  - Kadriye Nurmambet – należąca do mniejszości krymsko-tatarskiej rumuńska piosenkarka ludowa, folklorystka (ur. 1933)[109]
  - Charlie Thomas – amerykański piosenkarz R&B (ur. 1937)[110]
- 2 lutego
  - Caspar Richter – niemiecki dyrygent (ur. 1944)[111]
- 3 lutego
  - Naďa Urbánková – czeska aktorka i piosenkarka (ur. 1939)[112]
- 8 lutego
  - Burt Bacharach – amerykański pianista i kompozytor (ur. 1928)[113]
  - Dennis Lotis – brytyjski piosenkarz, aktor i artysta estradowy (ur. 1925)[114]
- 9 lutego
  - Piero Montanari – włoski basista i kompozytor jazzowy (ur. 1946)[115]
  - Lewis Spratlan – amerykański kompozytor muzyki poważnej (ur. 1940)[116]
- 12 lutego
  - David Jude Jolicoeur – amerykański raper (ur. 1968)[117]
- 13 lutego
  - Guido Basso – kanadyjski trębacz jazzowy, flugelhornista, aranżer i kompozytor (ur. 1937)[118]
  - Alain Goraguer – francuski pianista i kompozytor (ur. 1931)[119]
  - Huey Smith – amerykański pianista R&B (ur. 1934)[120]
  - Edward Strąk – polski klarnecista i saksofonista jazzowy, muzyk zespołu Vistula River Brass Band (ur. 1941)[121]
  - Spencer Wiggins – amerykański wokalista soul i gospel (ur. 1942)[122]
- 14 lutego
  - Friedrich Cerha – austriacki kompozytor i dyrygent (ur. 1926)[123][124]
- 16 lutego
  - Chuck Jackson – amerykański piosenkarz R&B (ur. 1937)[125]
  - Tony Marshall – niemiecki piosenkarz i śpiewak operowy (ur. 1938)[126]
  - Majk Moti – niemiecki gitarzysta metalowy, członek zespołu Running Wild (ur. 1957)[127]
- 17 lutego
  - Gerald Fried – amerykański kompozytor muzyki do seriali telewizyjnych, dyrygent, oboista (ur. 1928)[128]
- 18 lutego
  - Tom Whitlock – amerykański muzyk i autor tekstów (ur. 1954)[129]
- 25 lutego
  - David Lumsden – brytyjski pedagog muzyczny, dyrygent chóru, organista i klawesynista (ur. 1928)[130]
  - Carl Saunders – amerykański trębacz jazzowy, aranżer, kompozytor i bandleader (ur. 1942)[131][132]
- 26 lutego
  - Jerzy Morawski – polski muzykolog (ur. 1932)[133]
- 28 lutego
  - Tamaz Kurashvili – gruziński kontrabasista i kompozytor jazzowy (ur. 1947)[134]
- 1 marca
  - Wally Fawkes – brytyjski klarnecista jazzowy, rysownik i satyryk (ur. 1924)[135]
  - Irma Serrano – meksykańska aktorka, piosenkarka i polityk (ur. 1933)[136][137]
- 2 marca
  - Steve Mackey – angielski gitarzysta basowy, producent, muzyk zespołu rockowego Pulp (ur. 1966)[138]
  - Benedykt Radecki – polski perkusista (ur. 1949)[139]
  - Wayne Shorter – amerykański kompozytor i saksofonista jazzowy (ur. 1933)[140]
  - Gothart Stier – niemiecki dyrygent chóru i śpiewak (ur. 1938)[141]
  - Lucjan Woźniak – polski pianista i grający na banjo gitarzysta jazzowy, członek zespołów Flamingo oraz Rama 111 (ur. 1937)[142]
- 3 marca
  - David Lindley – amerykański piosenkarz i gitarzysta (ur. 1944)[143][144]
- 4 marca
  - Spot – amerykański producent muzyczny (ur. 1951)[145][146]
- 5 marca
  - Kenneth Montgomery – brytyjski dyrygent (ur. 1943)[147]
  - Gary Rossington – amerykański gitarzysta rockowy, współzałożyciel zespołu Lynyrd Skynyrd (ur. 1951)[148]
- 7 marca
  - Dominik Kuta – polski gitarzysta, multiinstrumentalista, wokalista, kompozytor (ur. 1952)[149]
  - Víctor Luque – hiszpański gitarzysta (ur. 1938)[150]
  - Elżbieta Żakowicz – polska wokalistka, solistka zespołu Wiślanie 69 (ur. 1947)[151]
- 8 marca
  - Marcel Amont – francuski piosenkarz (ur. 1929)[152]
- 9 marca
  - Robin Lumley – brytyjski klawiszowiec jazzowy, producent nagrań, autor piosenek; muzyk zespołu Brand X (ur. 1948)[153]
- 10 marca
  - Napoleon XIV – amerykański piosenkarz, autor piosenek, producent nagrań (ur. 1938)[154][155]
- 12 marca
  - Marek Kopelent – czeski kompozytor muzyki poważnej (ur. 1932)[156]
- 13 marca
  - Simon Emmerson – angielski muzyk, kompozytor, bandleader (ur. 1956)[157]
  - Jim Gordon – amerykański perkusista rockowy (ur. 1945)[158][159]
- 14 marca
  - Bobby Caldwell – amerykański piosenkarz, autor piosenek i muzyk z gatunku soul, R&B i jazz (ur. 1951)[160]
- 15 marca
  - Théo de Barros – brazylijski kompozytor (ur. 1943)[161][162]
- 16 marca
  - Tony Coe – angielski klarnecista i saksofonista jazzowy (ur. 1934)[163][164]
  - Fuzzy Haskins – amerykański piosenkarz R&B i funk, muzyk zespołu Parliament (ur. 1941)[165]
- 20 marca
  - Virginia Zeani – rumuńska śpiewaczka operowa (sopran liryczny) (ur. 1925)[166]
- 21 marca
  - Ołeksandr Kozarenko – ukraiński pianista, kompozytor (ur. 1963)[167]
- 22 marca
  - Tom Leadon – amerykański gitarzysta rockowy (ur. 1952)[168]
- 23 marca
  - Keith Reid – brytyjski autor tekstów piosenek; znany ze współpracy z zespołem Procol Harum (ur. 1946)[169]
- 24 marca
  - Scott Johnson – amerykański kompozytor i muzyk (ur. 1952)[170]
- 25 marca
  - Daniel Chorzempa – amerykański organista (ur. 1944)[171][172]
  - Christopher Gunning – angielski kompozytor (ur. 1944)[173]
  - Nick Lloyd Webber – angielski kompozytor i producent nagrań; syn kompozytora Andrew Lloyda Webbera (ur. 1979)[174]
- 27 marca
  - James Bowman – angielski śpiewak operowy (kontratenor) (ur. 1941)[175][176]
  - Emahoy Tsegué-Maryam Guèbrou – etiopska pianistka i kompozytorka, zakonnica Kościoła katolickiego obrządku etiopskiego (ur. 1923)[177][178]
- 28 marca
  - Ryūichi Sakamoto – japoński muzyk, kompozytor, pianista, producent muzyczny, działacz społeczny (ur. 1952)[179]
- 29 marca
  - Tiberiu Ceia – rumuński piosenkarz (ur. 1940)[180]
- 30 marca
  - Mirosław Perz – polski muzykolog i dyrygent (ur. 1933)[181]
  - Ray Shulman – brytyjski muzyk, autor piosenek, producent muzyczny (ur. 1949)[182]
- 2 kwietnia
  - Pedro Lavirgen – hiszpański śpiewak operowy (tenor) (ur. 1930)[183]
  - Seymour Stein – amerykański przedsiębiorca oraz producent muzyczny, współwłaściciel wytwórni Sire Records (ur. 1942)[184]
- 3 kwietnia
  - Bohdan Gorbaczyński – polski gitarzysta i basista, członek zespołów Dzikusy, Pięciu oraz Test (ur. 1947)[185]
  - Rena Kumioti – grecka piosenkarka (ur. 1941)[186]
  - Jack Vreeswijk – szwedzki piosenkarz, autor tekstów piosenek i kompozytor (ur. 1964)[187][188]
- 5 kwietnia
  - Duško Gojković – serbski trębacz jazzowy, kompozytor, aranżer (ur. 1931)[189]
- 7 kwietnia
  - Ian Bairnson – szkocki muzyk sesyjny, multiinstrumentalista; gitarzysta na wczesnych płytach Kate Bush (ur. 1953)[190]
  - Kidd Jordan – amerykański saksofonista jazzowy i pedagog muzyczny (ur. 1935)[191]
  - Lasse Wellander – szwedzki muzyk i producent muzyczny, wieloletni gitarzysta zespołu ABBA (ur. 1952)[192][193]
- 8 kwietnia
  - Bob Heatlie – szkocki autor tekstów piosenek i producent muzyczny (ur. 1946)[194]
- 9 kwietnia
  - Karl Berger – niemiecki pianista jazzowy, kompozytor, pedagog (ur. 1935)[195][196]
  - Valter Dešpalj – chorwacki wiolonczelista, kompozytor, pedagog (ur. 1947)[197]
- 11 kwietnia
  - Jarosław Bręk – polski śpiewak operowy (bas-baryton), pedagog, doktor habilitowany i profesor sztuki (ur. 1977)[198]
- 12 kwietnia
  - Zdzisław Klimek – polski śpiewak operowy (baryton) (ur. 1930)[199][200]
  - Blair Tindall – amerykańska oboistka (ur. 1960)[201]
  - Helen Thorington – amerykańska prezenterka radiowa, kompozytorka, performerka i pisarka (ur. 1928)[202]
- 14 kwietnia
  - Mark Sheehan – irlandzki gitarzysta, wokalista, kompozytor, producent; muzyk zespołu The Script (ur. 1976)[203]
- 16 kwietnia
  - Ahmad Jamal – amerykański pianista jazzowy (ur. 1930)[204]
- 17 kwietnia
  - April Stevens – amerykańska piosenkarka (ur. 1929)[205]
- 19 kwietnia
  - Moon Bin – południowokoreański wokalista i aktor, znany pod pseudonimem Moonbin z grupy Astro (ur. 1998)
  - Martin Petzold – niemiecki śpiewak operowy (tenor) (ur. 1955)[206]
- 21 kwietnia
  - Sergio Rendine – włoski kompozytor (ur. 1954)[207]
  - Mark Stewart – angielski wokalista punkrockowy, muzyk zespołu The Pop Group (ur. 1960)[208][209]
- 25 kwietnia
  - Harry Belafonte – amerykański piosenkarz, aktor filmowy i aktywista społeczny (ur. 1927)[210]
  - Billy Emerson – amerykański piosenkarz R&B (ur. 1925)[211]
  - Manfred Weiss – niemiecki kompozytor (ur. 1935)[212][213]
- 27 kwietnia
  - Wee Willie Harris – angielski piosenkarz, pianista i gitarzysta rock’n’rollowy (ur. 1933)[214]
- 28 kwietnia
  - Tim Bachman – kanadyjski wokalista i gitarzysta rockowy (ur. 1951)[215]
- 29 kwietnia
  - Don Sebesky – amerykański kompozytor, aranżer, dyrygent, puzonista jazzowy, multiinstrumentalista (ur. 1937)[216]
- 30 kwietnia
  - Thomas Stacy – amerykański oboista, wirtuoz rożka angielskiego (ur. 1938)[217]
- 1 maja
  - Zbigniew Jakubek – polski pianista, aranżer, kompozytor (ur. 1962)[218][219]
  - Gordon Lightfoot – kanadyjski piosenkarz, autor tekstów piosenek, gitarzysta folk-rockowy i country (ur. 1938)[220]
- 3 maja
  - Linda Lewis – brytyjska piosenkarka, autorka tekstów i gitarzystka (ur. 1950)[221][222]
- 6 maja
  - Menahem Pressler – amerykańsko-izraelski pianista, założyciel zespołu Beaux Arts Trio (ur. 1923)[223]
- 7 maja
  - Grace Bumbry – amerykańska śpiewaczka operowa (mezzosopran) (ur. 1937)[224]
  - Seán Keane – irlandzki skrzypek folkowy, muzyk zespołu The Chieftains (ur. 1946)[225]
- 8 maja
  - Rita Lee – brazylijska piosenkarka rockowa, kompozytorka, pisarka (ur. 1947)[226][227]
- 10 maja
  - Rolf Harris – australijski artysta estradowy, muzyk, piosenkarz, kompozytor, komik, aktor, malarz, osobowość telewizyjna (ur. 1930)[228][229]
  - Stu James – angielski wokalista i gitarzysta zespołu The Mojos, wydawca muzyczny (ur. 1945)[230]
  - Michal Kaznowski – brytyjski wiolonczelista i pedagog (ur. 1954)[231]
- 11 maja
  - Francis Monkman – angielski kompozytor muzyki rockowej, klasycznej i filmowej, członek założyciel progresywnego zespołu rockowego Curved Air oraz rockowego zespołu Sky (ur. 1949)[232]
- 13 maja
  - Andrzej Kaźmierczak – polski gitarzysta, członek zespołów Cytrus i Korba (ur. 1953)[233]
- 14 maja
  - John Dobson – brytyjski śpiewak operowy (tenor) (ur. 1930)[234][235]
  - John Giblin – szkocki gitarzysta basowy, muzyk sesyjny (ur. 1952)[236]
  - Ingrid Haebler – austriacka pianistka (ur. 1929)[237][238]
  - Bernt Rosengren – szwedzki saksofonista jazzowy (ur. 1937)[239]
- 16 maja
  - Lester Sterling – jamajski saksofonista, trębacz, kompozytor, członek zespołu The Skatalites (ur. 1936)[240]
- 19 maja
  - Pete Brown – angielski poeta, autor tekstów piosenek, piosenkarz (ur. 1940)[241]
  - Andy Rourke – angielski basista rockowy, muzyk zespołu The Smiths (ur. 1964)[242]
- 21 maja
  - Ed Ames – amerykański piosenkarz pop, aktor (ur. 1927)[243]
- 22 maja
  - Chas Newby – brytyjski gitarzysta basowy, na krótko muzyk The Beatles (ur. 1941)[244]
- 23 maja
  - Redd Holt – amerykański perkusista jazzowy i soulowy (ur. 1932)[245]
- 24 maja
  - Javier Álvarez – meksykański kompozytor (ur. 1956)[246]
  - Bill Lee – amerykański basista i kontrabasista jazzowy, kompozytor, dyrygent i aktor (ur. 1928)[247]
  - Tina Turner – szwajcarska piosenkarka soulowa i rockowa pochodzenia amerykańskiego, autorka tekstów, choreografka, tancerka, aktorka, producentka i pisarka (ur. 1939)[248]
- 25 maja
  - Joy McKean – australijska piosenkarka country (ur. 1930)[249]
- 26 maja
  - Kathryn Harries – angielska śpiewaczka operowa (sopran) (ur. 1951)[250]
- 27 maja
  - Juan Carlos Formell – kubański piosenkarz, autor tekstów, gitarzysta (ur. 1964)[251]
- 28 maja
  - Colin Bradbury – angielski klarnecista (ur. 1933)[252][253]
  - George Cassidy – północnoirlandzki muzyk jazzowy i nauczyciel muzyki (ur. 1936)[254]
- 31 maja
  - Kurt Widmer – szwajcarski śpiewak (baryton) i pedagog muzyczny (ur. 1940)[255]
- 1 czerwca
  - Cynthia Weil – amerykańska autorka tekstów piosenek (ur. 1940)[256]
- 2 czerwca
  - Kaija Saariaho – fińska kompozytorka muzyki poważnej (ur. 1952)[257]
- 4 czerwca
  - George Winston – amerykański pianista (ur. 1949)[258]
- 5 czerwca
  - Astrud Gilberto – brazylijska piosenkarka jazzowa (ur. 1940)[259][260]
- 6 czerwca
  - Tony McPhee – angielski gitarzysta i wokalista bluesowy (ur. 1944)[261][262]
- 7 czerwca
  - Irma Capece Minutolo – włoska śpiewaczka i aktorka (ur. 1935)[263][264]
- 10 czerwca
  - Jannis Markopulos – grecki kompozytor (ur. 1939)[265]
- 11 czerwca
  - Magda Saleh – egipska tancerka baletowa (ur. 1944)[266]
- 16 czerwca
  - Peter Dickinson – angielski muzykolog, kompozytor i pianista (ur. 1934)[267]
- 18 czerwca
  - Krzysztof Olesiński – polski basista rockowy, w latach 1979–1980 i 1992–2003 członek zespołu Maanam (ur. 1953)[268]
  - Cornel Țăranu – rumuński kompozytor i pedagog (ur. 1934)[269]
  - Teresa Taylor – amerykańska perkusistka punkrockowego zespołu Butthole Surfers (ur. 1962)[270]
- 19 czerwca
  - Max Morath – amerykański pianista ragtime, kompozytor, aktor i dramaturg (ur. 1926)[271]
  - Gabriele Schnaut – niemiecka śpiewaczka operowa (sopran) (ur. 1951)[272]
- 22 czerwca
  - Robert Black – amerykański kontrabasista i pedagog (ur. 1956)[273]
  - Peter Brötzmann – niemiecki saksofonista i klarnecista jazzowy (ur. 1941)[274][275][276]
- 23 czerwca
  - Sheldon Harnick – amerykański pisarz, autor tekstów piosenek, m.in. „Gdybym był bogaczem” z musicalu Skrzypek na dachu (ur. 1924)[277]
  - Jesse McReynolds – amerykański muzyk bluegrass (ur. 1929)[278]
  - Paul de Senneville – francuski kompozytor i producent muzyczny (ur. 1933)[279]
- 24 czerwca
  - Rachel Yakar – francuska śpiewaczka operowa (sopran) (ur. 1936)[280]
- 27 czerwca
  - Bobby Osborne – amerykański muzyk bluegrass (ur. 1931)[281]
- 29 czerwca
  - Angela Zilia – grecka piosenkarka i aktorka (ur. 1935)[282]
- 30 czerwca
  - Lord Creator – trynidadzki muzyk, piosenkarz calypso, R&B, ska i rocksteady (ur. 1935)[283]
  - Rick Froberg – amerykański wokalista i gitarzysta punkrockowy (ur. 1968)[284]
- 3 lipca
  - Mo Foster – angielski basista i multiinstrumentalista, muzyk sesyjny, producent nagrań, kompozytor (ur. 1944)[285]
- 4 lipca
  - Jenő Jandó – węgierski pianista, profesor Akademii Muzycznej im. Ferenca Liszta w Budapeszcie (ur. 1952)[286][287]
  - Piotr Warszewski – polski gitarzysta basowy, członek zespołów Rejestracja, Bikini i Atrakcyjny Kazimierz (ur. 1965)[288][289]
- 5 lipca
  - Anthony Gilbert – brytyjski kompozytor i pedagog (ur. 1934)[290]
  - Coco Lee – amerykańska piosenkarka, autorka tekstów, producentka muzyczna, tancerka i aktorka (ur. 1975)[291]
  - Ralph Lundsten – szwedzki kompozytor muzyki elektronicznej, reżyser filmowy, pisarz (ur. 1936)[292]
- 6 lipca
  - Graham Clark – angielski śpiewak operowy (tenor) (ur. 1941)[293]
  - Peter Nero – amerykański pianista (ur. 1934)[294]
- 10 lipca
  - Ernst-Ludwig Petrowsky – niemiecki saksofonista, klarnecista i flecista jazzowy, kompozytor (ur. 1933)[295][296]
- 11 lipca
  - Mirosław Chachulski – polski wokalista, gitarzysta punkrockowy, autor muzyki i tekstów, członek zespołów Yanko oraz Para Wino (ur. 1961)[297][298]
- 12 lipca
  - André Watts – amerykański pianista (ur. 1946)[299]
- 16 lipca
  - Jane Birkin – brytyjska aktorka i piosenkarka (ur. 1946)[300]
  - Andrzej Śmigielski – polski artysta malarz, animator kultury i popularyzator jazzu (ur. 1944)[301]
- 17 lipca
  - João Donato – brazylijski pianista i puzonista jazzowy, kompozytor (ur. 1934)[302]
  - Valentin Gheorghiu – rumuński pianista i kompozytor (ur. 1928)[303]
- 19 lipca
  - Lesław Pawluk – polski śpiewak operowy (tenor), pedagog (ur. 1927)[304][305][306]
  - Maciej Talaga – polski muzyk i kompozytor (ur. 1961)[307][308]
- 21 lipca
  - Tony Bennett – amerykański wokalista jazzowy pochodzenia włoskiego (ur. 1926)[309]
  - Sylwester Matczak – polski pedagog, organista i dyrygent (ur. 1937)[310]
- 22 lipca
  - Vince Hill – angielski piosenkarz pop (ur. 1934)[311]
  - Roger Sprung – amerykański bandżysta (ur. 1930)[312]
- 23 lipca
  - Raymond Froggatt – angielski piosenkarz i autor piosenek (ur. 1941)[313]
  - Piotr Rutkowski – polski puzonista i wokalista jazzowy (ur. 1943)[314]
  - Patty Ryan – niemiecka piosenkarka euro disco (ur. 1961)[315]
- 24 lipca
  - Leny Andrade – brazylijska wokalistka jazzowa (ur. 1943)[316][317]
  - Roman Dyląg – polski kontrabasista i kompozytor jazzowy (ur. 1938)[318][319]
  - Brad Houser – amerykański gitarzysta basowy, saksofonista i klarnecista (ur. 1960)[320]
- 26 lipca
  - Randy Meisner – amerykański gitarzysta basowy, piosenkarz i kompozytor; współzałożyciel grupy Eagles (ur. 1946)[321]
  - Sinéad O’Connor – irlandzka piosenkarka, kompozytorka i autorka tekstów (ur. 1966)[322]
- 27 lipca
  - Janusz Mych – polski wokalista, kompozytor, aranżer, członek zespołu Novi Singers (ur. 1941)[323]
  - Jim Parker – brytyjski kompozytor (ur. 1934)[324]
- 29 lipca
  - Nancy Van de Vate – austriacka kompozytorka, altowiolistka i pianistka (ur. 1930)[325]
- 2 sierpnia
  - Antoni Studziński – polski perkusista jazzowy, muzyk zespołu Melomani (ur. 1932)[326][327]
- 3 sierpnia
  - Carl Davis – brytyjski kompozytor i dyrygent (ur. 1936)[328][329]
  - Zygmunt Szweykowski – polski muzykolog, profesor nauk humanistycznych specjalizujący się w muzyce renesansowej i barokowej (ur. 1929)[330]
- 4 sierpnia
  - John Gosling – angielski klawiszowiec i wokalista, muzyk zespołu The Kinks (ur. 1948)[331]
- 5 sierpnia
  - Tristan Honsinger – amerykański wiolonczelista jazzowy (ur. 1949)[332]
- 6 sierpnia
  - David LaFlamme – amerykański piosenkarz i skrzypek rockowy (ur. 1941)[333]
- 8 sierpnia
  - Jamie Reid – angielski artysta i anarchista, twórca okładek dla zespołu Sex Pistols (ur. 1947)[334]
  - Robbie Robertson – kanadyjski muzyk rockowy, poeta, aktor, gitarzysta, autor piosenek, kompozytor muzyki filmowej, lider zespołu The Band (ur. 1943)[335]
  - Sixto Rodriguez – amerykański wokalista i gitarzysta z pogranicza rocka i folku; bohater Oscarowego dokumentu Sugar Man (ur. 1942)[336][337]
  - Rosemary Squires – angielska piosenkarka jazzowa (ur. 1928)[338]
- 9 sierpnia
  - Peppino Gagliardi – włoski piosenkarz i kompozytor (ur. 1940)[339]
- 10 sierpnia
  - Antonella Lualdi – włoska aktorka i piosenkarka (ur. 1931)[340]
- 11 sierpnia
  - Lizeta Nikolaou – grecka piosenkarka (ur. 1951)[341]
- 13 sierpnia
  - Patricia Bredin – angielska aktorka, reprezentantka Wielkiej Brytanii w konkursie Eurowizji 1957 (ur. 1935)[342]
- 16 sierpnia
  - Jerry Moss – amerykański przedsiębiorca pochodzenia żydowskiego, współzałożyciel wytwórni płytowej A&M Records (ur. 1935)[343]
  - Renata Scotto – włoska śpiewaczka operowa (sopran) (ur. 1934)[344]
- 17 sierpnia
  - Bobby Eli – amerykański multiinstrumentalista, autor tekstów, kompozytor, aranżer (ur. 1946)[345]
  - Felicja Jagodzińska – polska śpiewaczka, aktorka i nauczyciel akademicki (ur. 1928)[346][347]
- 18 sierpnia
  - Ray Hildebrand – amerykański piosenkarz znany z duetu Paul & Paula (ur. 1940)[348]
- 19 sierpnia
  - Gloria Coates – amerykańska kompozytorka muzyki poważnej (ur. 1933)[349]
  - Józef Kański – polski muzykolog, krytyk muzyczny, pianista (ur. 1928)[350]
  - Václav Patejdl – słowacki wokalista, kompozytor, członek zespołu Elán (ur. 1954)[351]
- 21 sierpnia
  - Adam Kawa – polski poeta i autor tekstów piosenek (ur. 1942)[352]
- 22 sierpnia
  - Toto Cutugno – włoski piosenkarz, kompozytor muzyki pop (ur. 1943)[353]
  - Irena Woźniacka – polska piosenkarka (ur. 1945)[354]
- 23 sierpnia
  - Robert Hale – amerykański śpiewak operowy (bas-baryton) (ur. 1933)[355]
- 24 sierpnia
  - Bernie Marsden – angielski gitarzysta, wokalista i kompozytor, muzyk zespołu Whitesnake (ur. 1951)[356][357]
- 26 sierpnia
  - Bosse Broberg – szwedzki muzyk i trębacz jazzowy (ur. 1937)[358]
- 27 sierpnia
  - Denyse Plummer – trynidadzka piosenkarka (ur. 1953)[359]
- 28 sierpnia
  - Len Chandler – amerykański muzyk country (ur. 1935)[360]
- 30 sierpnia
  - Jack Sonni – amerykański gitarzysta rockowy, członek zespołu Dire Straits (ur. 1954)[361]
- 31 sierpnia
  - Curtis Fowlkes – amerykański trębacz i wokalista jazzowy (ur. 1950)[362]
- 1 września
  - Jimmy Buffett – amerykański muzyk rockowy (ur. 1946)[363]
  - Milka Stojanović – serbska śpiewaczka operowa (sopran) (ur. 1937)[364]
  - Zdzisław Zaczyk – polski śpiewak operowy (tenor) (ur. 1925)[365][366]
- 2 września
  - Walter Arlen – amerykański kompozytor, krytyk muzyczny i pedagog (ur. 1920)[367]
- 3 września
  - José Sébéloué – francuski piosenkarz, gitarzysta, kompozytor i autor piosenek (ur. 1948)[368]
- 4 września
  - Steven Harwell – amerykański muzyk, wokalista, autor tekstów; lider i współzałożyciel zespołu Smash Mouth (ur. 1967)[369]
  - Gary Wright – amerykański piosenkarz, kompozytor i autor tekstów (ur. 1943)[370]
- 5 września
  - Joe Fagin – angielski piosenkarz pop (ur. 1940)[371]
  - Charles Gayle – amerykański saksofonista free jazzowy (ur. 1939)[372]
  - Anatol Ugorski – niemiecki pianista pochodzenia rosyjskiego (ur. 1942)[373]
- 6 września
  - Larry Chance – amerykański piosenkarz doo wop (ur. 1940)[374]
  - Richard Davis – amerykański kontrabasista jazzowy (ur. 1930)[375]
- 7 września
  - María Jiménez – hiszpańska piosenkarka (ur. 1950)[376]
  - Akira Nishimura – japoński kompozytor (ur. 1953)[377]
  - Margherita Rinaldi – włoska śpiewaczka operowa (sopran) (ur. 1935)[378]
- 9 września
  - Rafał Paczkowski – polski realizator dźwięku, muzyk, kompozytor (ur. 1962)[379]
- 10 września
  - Brendan Croker – angielski gitarzysta, piosenkarz i autor piosenek (ur. 1953)[380]
  - Charlie Robison – amerykański piosenkarz country, gitarzysta, autor tekstów (ur. 1964)[381]
- 11 września
  - Dedi Graucher – izraelski piosenkarz muzyki żydowskiej (ur. 1961)[382]
  - Yvonne Přenosilová – czeska piosenkarka, dziennikarka i prezenterka (ur. 1947)[383]
- 13 września
  - Roger Whittaker – brytyjski piosenkarz (ur. 1936)[384]
- 15 września
  - Franco Migliacci – włoski autor tekstów piosenek, aktor, producent muzyczny (ur. 1930)[385]
- 16 września
  - Irish Grinstead – amerykańska piosenkarka R&B (ur. 1980)[386]
  - John Marshall – angielski perkusista rockowy i jazzowy, członek zespołu Nucleus (ur. 1941)[387]
- 18 września
  - Wolfgang Engstfeld – niemiecki saksofonista jazzowy, kompozytor, wykładowca akademicki (ur. 1950)[388]
- 19 września
  - Lou Deprijck – belgijski piosenkarz, kompozytor, producent muzyczny (ur. 1946)[389]
  - Stephen Gould – amerykański śpiewak operowy (tenor bohaterski) (ur. 1962)[390][391]
- 20 września
  - Katherine Anderson – amerykańska piosenkarka zespołu The Marvelettes (ur. 1944)[392]
- 21 września
  - Henryk Czyżewski – polski kompozytor, teoretyk muzyki i dyrygent (ur. 1937)[393][394]
- 23 września
  - François Glorieux – belgijski dyrygent, pianista, kompozytor (ur. 1932)[395]
  - Terry Kirkman – amerykański wokalista i autor piosenek, muzyk folk-rockowego zespołu The Association (ur. 1939)[396]
- 24 września
  - Felix Ayo – hiszpański skrzypek, wykonawca muzyki kameralnej (ur. 1933)[397]
  - Nashawn Breedlove – amerykański aktor i raper (ur. 1977)[398]
- 27 września
  - Dom Famularo – amerykański perkusista i pedagog muzyczny (ur. 1953)[399]
  - Urszula Koszut – polska śpiewaczka operowa (sopran) (ur. 1940)[400]
- 28 września
  - Stephen Ackles – norweski piosenkarz, pianista, autor tekstów (ur. 1966)[401][402]
- 30 września
  - Russell Batiste Jr. – amerykański perkusista R&B, funky, blues (ur. 1965)[403]
  - Russell Sherman – amerykański pianista klasyczny i edukator muzyczny (ur. 1930)[404]
- 1 października
  - Julian Bahula – południowoafrykański perkusista, kompozytor, bandleader (ur. 1938)[405]
  - Patricia Janečková – słowacka śpiewaczka operowa (sopran) (ur. 1998)[406]
  - Joy Webb – angielska pianistka i wokalistka gospel (ur. 1932)[407]
- 2 października
  - Janusz Grudziński – polski klawiszowiec i gitarzysta, wieloletni muzyk zespołu Kult (ur. 1961)[408]
  - Herbert Handt – amerykański śpiewak operowy (tenor) i dyrygent (ur. 1926)[409][410]
- 6 października
  - Maurice Bourgue – francuski oboista, kompozytor, dyrygent i wykładowca akademicki (ur. 1939)[411]
  - Bożena Kinasz-Mikołajczak – polska śpiewaczka operowa (sopran liryczny) (ur. 1936)[412]
- 7 października
  - Reiner Goldberg – niemiecki śpiewak operowy (tenor bohaterski) (ur. 1939)[413]
- 8 października
  - Nina Matwijenko – ukraińska pieśniarka i aktorka (ur. 1947)[414]
- 9 października
  - Maciej Krzysztyniak – polski śpiewak (baryton), solista operowy (ur. 1959)[415][416]
  - Buck Trent – amerykański muzyk country, bandżysta, gitarzysta, mandolinista (ur. 1938)[417]
- 10 października
  - Zofia Urbanyi-Krasnodębska – polska dyrygentka, profesor zwyczajny, wykładowca Akademii Muzycznej we Wrocławiu (ur. 1934)[418]
- 11 października
  - Rudolph Isley – amerykański piosenkarz i autor tekstów, muzyk zespołu The Isley Brothers (ur. 1939)[419]
- 14 października
  - Stanisław Radwan – polski kompozytor (ur. 1939)[420]
- 16 października
  - Giennadij Gładkow – rosyjski kompozytor muzyki filmowej (ur. 1935)[421]
- 17 października
  - Carla Bley – amerykańska pianistka, organistka, kompozytorka, aranżerka i bandliderka jazzowa, a także producentka muzyczna (ur. 1936)[422]
- 18 października
  - Dwight Twilley – amerykański piosenkarz pop (ur. 1951)[423]
- 19 października
  - Lasse Berghagen – szwedzki piosenkarz (ur. 1945)[424]
  - Krystyna Durys – polska wokalistka jazzowa (ur. 1985)[425][426]
- 21 października
  - Wojciech Korda – polski wokalista, gitarzysta i kompozytor (ur. 1944)[427][428]
- 23 października
  - István Láng – węgierski kompozytor (ur. 1933)[429]
  - Mirosław Obłoński – polski piosenkarz, autor tekstów, artysta Piwnicy pod Baranami (ur. 1938)[430]
- 24 października
  - Lily Afshar – irańska gitarzystka klasyczna (ur. 1960)[431]
- 25 października
  - Zdeněk Mácal – czeski dyrygent (ur. 1936)[432][433]
  - Lyn McLain – amerykański edukator muzyczny, kierownik orkiestry (ur. 1927)[434]
- 29 października
  - Hiroshi Morie – japoński basista, muzyk zespołu X Japan (ur. 1968)[435]
- 30 października
  - Aaron Spears – amerykański perkusista (ur. 1976)[436][437]
- 1 listopada
  - Vic Vergeat – włoski wokalista i gitarzysta rockowy (ur. 1951)[438][439]
- 2 listopada
  - Jurij Tiemirkanow – rosyjski dyrygent (ur. 1938)[440]
- 5 listopada
  - Ryland Davies – walijski śpiewak operowy (tenor) (ur. 1943)[441]
- 7 listopada
  - Jerzy Marchwiński – polski pianista, kameralista i pedagog (ur. 1935)[442]
- 8 listopada
  - Keel Watson – brytyjski śpiewak operowy (bas-baryton) (ur. 1964)[443]
- 13 listopada
  - Ivo Kuusk – estoński śpiewak operowy (tenor) (ur. 1937)[444]
- 14 listopada
  - Buzy – francuska piosenkarka (ur. 1957)[445]
- 16 listopada
  - George Brown – amerykański muzyk, perkusista zespołu Kool and the Gang (ur. 1949)[446]
- 17 listopada
  - Seóirse Bodley – irlandzki kompozytor, pedagog (ur. 1933)[447]
  - Charlie Dominici – amerykański wokalista rockowy, muzyk zespołu Dream Theater (ur. 1951)[448]
  - Claude Kahn – francuski pianista klasyczny (ur. 1935)[449]
- 19 listopada
  - Marek Ałaszewski – polski gitarzysta, kompozytor, autor tekstów, muzyk zespołu Klan (ur. 1942)[450][451]
  - Catherine Christer Hennix – szwedzka kompozytorka, artystka wizualna, filozofka, matematyczka i poetka (ur. 1948)[452]
  - Colette Maze – francuska pianistka klasyczna (ur. 1914)[453][454]
  - Sara Tavares – portugalska piosenkarka (ur. 1978)[455][456][457]
- 20 listopada
  - Mars Williams – amerykański saksofonista jazzowy i rockowy, muzyk zespołu The Waitresses (ur. 1955)[458][459]
- 21 listopada
  - Chad Allan – kanadyjski muzyk rockowy, wokalista i gitarzysta zespołu The Guess Who (ur. 1943)[460]
- 22 listopada
  - Jean Knight – amerykańska piosenkarka soulowa i R&B (ur. 1943)[461][462]
  - Sława Mikołajczyk – polska wokalistka big beatowa i popowa[463]
- 23 listopada
  - Rona Hartner – rumuńska kompozytorka, tancerka i aktorka filmowa (ur. 1973)[464]
- 24 listopada
  - Jukka Haavisto – fiński wibrafonista i akordeonista, autor tekstów (ur. 1930)[465]
- 25 listopada
  - Les Maguire – angielski muzyk, członek zespołu Gerry and the Pacemakers (ur. 1941)[466]
- 26 listopada
  - Rafał Rękosiewicz – polski klawiszowiec, organista, poeta, tekściarz, kompozytor, tłumacz, producent muzyczny (ur. 1947)[467]
  - Geordie Walker – angielski gitarzysta punk-rockowy, muzyk zespołu Killing Joke (ur. 1958)[468][469]
- 28 listopada
  - Jerzy Rowiński – polski dziennikarz muzyczny (ur. 1948)[470]
- 29 listopada
  - Scott Kempner – amerykański gitarzysta (ur. 1954)[471]
  - Mildred Miller – amerykańska śpiewaczka operowa (mezzosopran) (ur. 1924)[472]
- 30 listopada
  - Shane MacGowan – irlandzki wokalista i muzyk folkowo-rockowej grupy The Pogues (ur. 1957)[473]
- 3 grudnia
  - Myles Goodwyn – kanadyjski wokalista, autor piosenek, członek zespołu April Wine (ur. 1948)[474]
- 5 grudnia
  - Denny Laine – angielski gitarzysta i wokalista rockowy, muzyk zespołów The Moody Blues i Wings (ur. 1944)[475]
- 7 grudnia
  - Zita Carno – amerykańska pianistka klasyczna (ur. 1935)[476]
- 8 grudnia
  - Jan Janca – polsko-niemiecki organista, kompozytor i muzykolog (ur. 1933)[477]
  - Richard Kerr – angielski piosenkarz, autor tekstów, kompozytor (ur. 1944)[478]
- 11 grudnia
  - Essra Mohawk – amerykańska piosenkarka i autorka tekstów (ur. 1948)[479]
  - Zahara – południowoafrykańska piosenkarka, autorka tekstów, gitarzystka (ur. 1987)[480]
- 15 grudnia
  - Bob Johnson – brytyjski gitarzysta rockowy i wokalista, muzyk zespołu Steeleye Span (ur. 1944)[481]
  - Guy Marchand – francuski piosenkarz i aktor (ur. 1937)[482]
- 16 grudnia
  - Colin Burgess – australijski muzyk rockowy, pierwszy perkusista zespołu AC/DC (ur. 1946)[483]
  - Carlos Lyra – brazylijski piosenkarz i kompozytor gatunku bossa nova (ur. 1933)[484]
  - Orianna Santunione – włoska śpiewaczka operowa (sopran) (ur. 1934)[485]
- 17 grudnia
  - Amp Fiddler – amerykański piosenkarz, autor tekstów, klawiszowiec i producent muzyczny stylów funk, soul, dance i muzykę elektroniczną (ur. 1958)[486]
  - Jerzy Mamcarz – polski pieśniarz, poeta, kompozytor, autor piosenek, gitarzysta, satyryk (ur. 1952)[487]
- 18 grudnia
  - Michalina Growiec – polska śpiewaczka i pedagog (ur. 1933)[488]
- 20 grudnia
  - Torben Ulrich – duński tenisista, malarz i muzyk (ur. 1928)[489]
- 21 grudnia
  - Lenka Hlávková – czeska muzykolog, zgnęła w strzelaninie na Uniwersytecie Karola w Pradze (ur. 1974)[490]
- 22 grudnia
  - Laura Lynch – amerykańska wokalistka i basistka, założycielka zespołu The Chicks (ur. 1958)[491]
  - Krzysztof Respondek – polski aktor, piosenkarz i artysta kabaretowy (ur. 1969)[492]
- 24 grudnia
  - Alice Parker – amerykańska kompozytorka, aranżerka, dyrygentka i pedagog (ur. 1925)[493]
  - Willie Ruff – amerykański waltornista i kontrabasista jazzowy, kompozytor (ur. 1931)[494][495]
- 26 grudnia
  - Tony Oxley – angielski perkusista i perkusjonista jazzowy (ur. 1938)[496][497]
  - Tom Smothers – amerykański komik, aktor, kompozytor i muzyk (ur. 1937)[498]
- 29 grudnia
  - Jarosław Małys – polski pianista jazzowy, aranżer, kompozytor, pedagog (ur. 1960)[499]
  - Les McCann – amerykański pianista i wokalista jazzowy (ur. 1935)[500]
- 31 grudnia
  - Jay Clayton – amerykańska wokalistka jazzowa, pedagog (ur. 1941)[501]

Data dzienna nieznana
- Leszek Domalewski – polski gitarzysta basowy, muzyk zespołu Kasa Chorych (ur. 1955)[502][503]
- Ladislav Jásek – czeski skrzypek (ur. 1929)[504]

## Nagrody
- 23 kwietnia – Fryderyki 2023 Gala Muzyki Rozrywkowej i Jazzu[1]
- 9, 11, 13 maja – Konkurs Piosenki Eurowizji 2023
  - „Tattoo”, Loreen
- 11 sierpnia – 52. Złota Tarka
  - South Silesian Brass Band[505]
- 7 września – 32. Mercury Prize[506]
  - Ezra Collective – Where I’m Meant to Be